# Gemara
Gemara (von aramäisch גמרא, gamar, vollenden, abschließen) bezeichnet in der rabbinischen Tradition des Judentums die zweite Schicht des Talmud. Sie erläutert und ergänzt den Inhalt der Mischna, der mündlichen Überlieferung. Die Mischna und die Gemara bilden gemeinsam den Talmud.

## Wortbedeutung
Das Wort Gemara (jiddisch Gemore oder Gemure) stammt aus dem Aramäischen und bedeutet „Vollendung“ (des Lehrinhalts). Das auslautende „a“ ist der Artikel im Aramäischen (sofern es sich um den Buchstaben „Alef“ und nicht „He“ handelt). Gemara ist ein maskulines Wort und wird in der gaonäischen Zeit auch als solches behandelt. Später wurde es jedoch aufgrund des a-Auslautes irrtümlicherweise als Femininum gedeutet, und so benutzt man es heute in allen Sprachen.

## Entstehung
Nachdem in der Mischna die mündliche Tora einer Zeit einmal zusammengefasst wurde, ging der Prozess des Kommentierens, Diskutierens und Neuformulierens der Tradition jedoch weiter. Dieser Vorgang ist gewissermaßen in der Gemara protokolliert. Sie enthält in zumeist aramäischer Sprache die Äußerungen von Rabbinern, Anekdoten etc. bis etwa ins 5. Jahrhundert (palästinischer Talmud) bzw. 7. Jahrhundert (babylonischer Talmud).

## Versionen
Es haben sich zwei Hauptstränge der Tradition herausgebildet, die in Form des Jerusalemer und des babylonischen Talmuds vorliegen. Die Jerusalemer Gemara ist in Aramäisch, einem westaramäischen Dialekt, abgefasst. In ihr überwiegen Tradentennamen aus Eretz-Jisra'el. Sie kommt zügiger zu Ergebnissen als ihr babylonisches Pendant und enthält vergleichsweise wenig Aggada. Die babylonische Gemara hingegen ist in jüdisch-babylonischem Aramäisch, einem ostaramäischen Dialekt, abgefasst, die Diskussionen sind weitschweifiger. Außerdem enthält sie eine Fülle von Erzählungen, philosophischen und naturwissenschaftlichen Betrachtungen etc. Während das eretz-jisra'elische Judentum hier eigene Literaturgattungen, z. B. den Midrasch entwickelt hat, ist in Babylon alles in die Gemara eingeflossen.
Unterschiede in den Ausgangsfragen bzw. Argumentationsgängen lassen sich zum Teil darauf zurückführen, dass den beiden Traditionen bereits leicht differierende Versionen der Mischna zugrunde lagen.

## Umfang
Die Jerusalemer Gemara (p) umfasst den Kommentar zu den ersten vier Ordnungen der Mischna mit Ausnahme der Traktate Avot und Edujot, der letzten vier Kapitel von Schabbat und des letzten Kapitels von Makkot. Die fünfte Ordnung Kodaschim ist gar nicht kommentiert. Von Teharot liegen drei Kapitel zum Traktat Nidda vor.
Die babylonische Gemara (b) äußert sich nicht zur ersten Ordnung mit Ausnahme des Traktates Berachot. Von der zweiten Ordnung fehlt der Traktat Scheqalim, ist aber in Handschriften und Drucken durch den Text des Jerusalemer Talmuds ersetzt worden. In der vierten Ordnung fehlen Edujot und Avot, in der fünften Middot (Maße), Qinnim (Vogelnester) und ein Teil von Tamid (beständig/täglich). Aus der sechsten Ordnung wurde nur Nidda kommentiert.